# Saint-Alban-de-Montbel

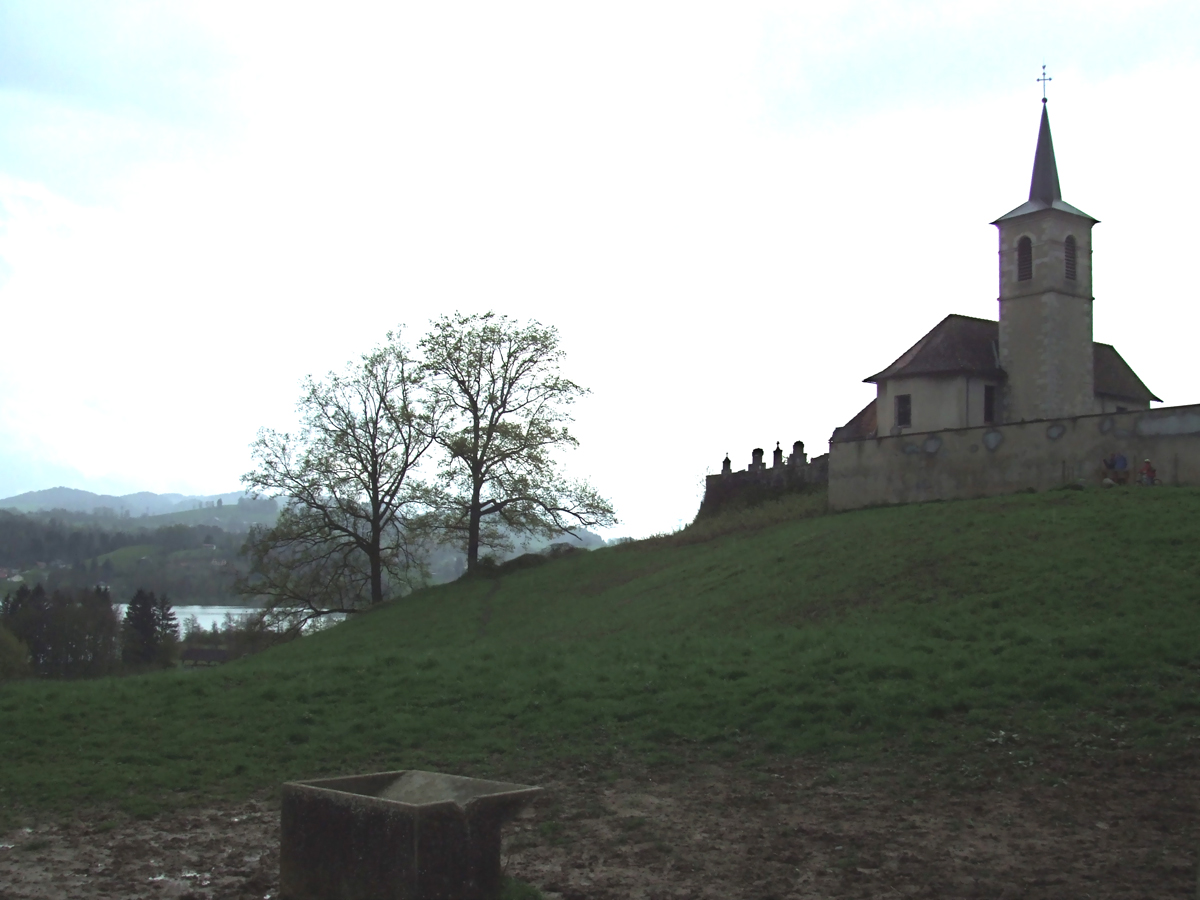
Saint-Alban-de-Montbel

Saint-Alban-de-Montbel is een gemeente in het Franse departement Savoie (regio Auvergne-Rhône-Alpes) en telt 666 inwoners (2020). De plaats maakt deel uit van het arrondissement Chambéry. Saint-Alban-de-Montbel is gelegen aan het Lac d'Aiguebelette.

## Geografie
De oppervlakte van Saint-Alban-de-Montbel bedraagt 4,5 km², de bevolkingsdichtheid is 148 inwoners per km².
De onderstaande kaart toont de ligging van Saint-Alban-de-Montbel met de belangrijkste infrastructuur en aangrenzende gemeenten.

## Demografie
Onderstaande figuur toont het verloop van het inwonertal (bron: INSEE-tellingen).